# Kasteel van Gola Dzierżoniowska

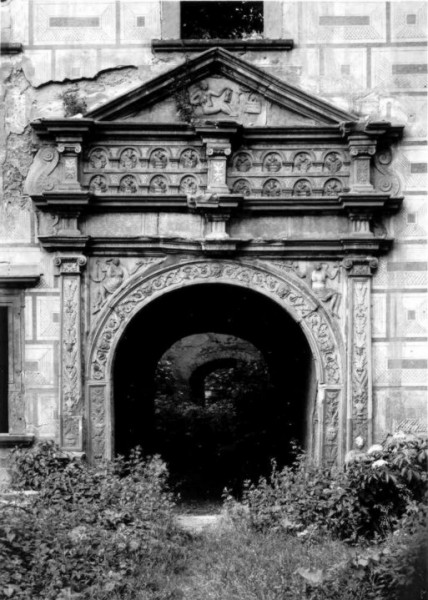
Portaal en muren met een sgraffito decoratie

Het kasteel van Gola Dzierżoniowska (Duits:Schloss Guhlau) is een kasteel in de Poolse plaats Gola Dzierżoniowska in het district Dzierżoniowski, woiwodschap Neder-Silezië. De plaats maakt deel uit van de gemeente Niemcza.
Het kasteel dateert uit 1580 en werd gebouwd voor Leonard von Rohnau. Boven het portaal van de toegangspoort vermeldt het opschrift "W imię Boga Amen. 29 lutego 1580 roku Leonard von Rohnau rozpoczął budowę i dzięki Bogu przykrył ją dachem".

## Geschiedenis
Het hele gebouw is in graniet opgetrokken. De streek werd reeds bewoond sinds het jaar 1000. De originele renaissancestijl werd uitgebreid in de jaren 1600-1610. In het begin van de 18e eeuw werd het verbouwd en gerestaureerd bij de eeuwwisseling van de 20e eeuw.
Het kasteel werd echter gedeeltelijk verwoest in 1945 en de laatste eigenaars, de familie Prittwitz und Gaffron, moesten het verlaten na de Tweede Wereldoorlog. Daarna werd het gebouw een ruïne. Ook het park rondom verviel.
De laatste jaren echter staan het kasteel en het park onder strikte bescherming. Het kasteel van Gola is een van de oudste en grootste gebouwen in de regio die opgetrokken zijn in de renaissancestijl.

## Architectuur
Het kasteel werd 1580 gebouwd op een rotsachtige helling op de plaats waar eerder een middeleeuwse constructie stond. De bouwheer was Leonard von Rohnau. Boven de hoofdingang staat deze inscriptie: "IN GOTTES NAMEN. DEN 23. FEBRVAR ANNO 15 IM ACHZIGSTEN IAR LEONARD VON ROHNAV DES BAUES ANFANG MACHT VND DIES IAR VNDERS DACH VORBARCHT: GOTT SEI DANK" ("In de naam van God Amen. Op de 29ste februari 1580 startte Leonard von Rohnau de bouw en overdekte het goddank met een dak").
Het middeleeuws kasteel had een defensief karakter. Dit bewijzen de steile helling aan de westzijde, de slotgracht aan de oostkant en de dubbele stenen muren rondom het gebouw.
Het gebouw werd gebouwd in een vierkant met een binnenplaats waarop nog steeds een 300 jaar oude lindeboom staat. In het begin van de 17e eeuw werd de toren bijgebouwd aan de oostzijde. Sinds toen is het gebouw uitwendig niet meer gewijzigd. Het kasteel heeft een mooi portaal en muren met een sgraffito decoratie.

## Park
Het park ligt onder het niveau van het kasteel. Dit park van 13 hectaren heeft meer dan 1600 bomen. Deze vertegenwoordigen ongeveer 35 soorten van over de hele wereld. Zeven vijvers worden bevoorraad door de rivier Gola die door het park loopt. Ondanks dat vele vijvers overwoekerd zijn blijft de unieke atmosfeer toch bewaard.
Het park heeft een rijke diversiteit aan fauna en flora. De hoofdweg die naar het kasteel leidt is omringd door eeuwenoude beuken.
De laatste inventaris van de flora werd gedaan in de herfst van 2001 en werd verricht door Ewa Domaszewska, Artur Barcki en Cédric Gendaj.

## Restauratie
Sinds 2000 wordt het gebouw gerestaureerd. Deze werken werden in 2007-2008 gesubsidieerd door het "Cultureel Erfgoedprogramma" van het Ministerie van Cultuur en Nationaal Erfgoed.

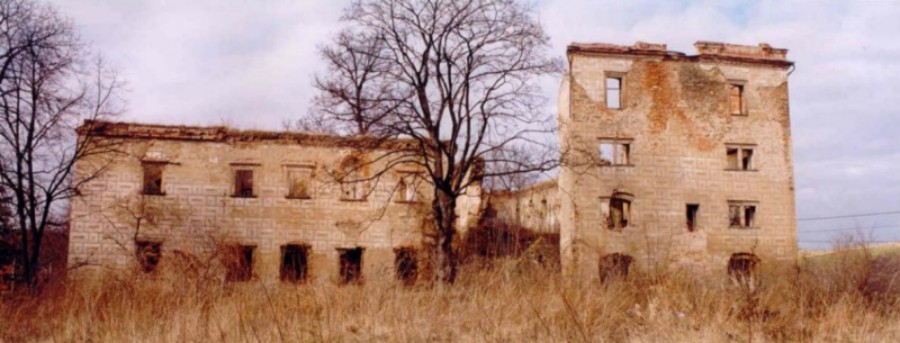
Oorspronkelijke toestand
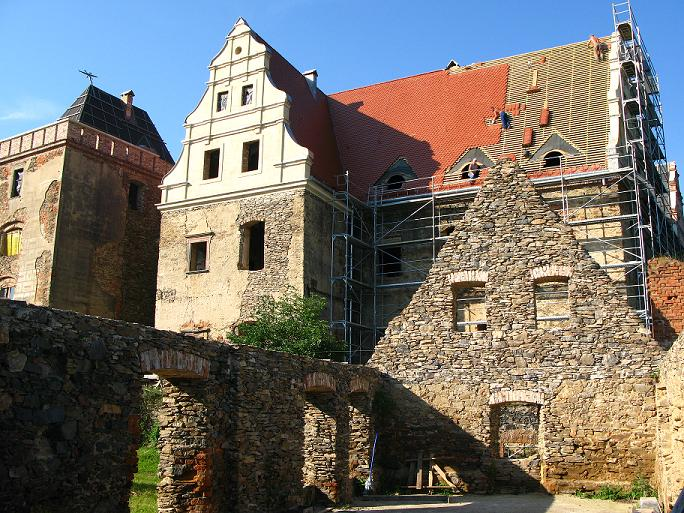
Huidige toestand